# Sinfonia n. 34 (Mozart)

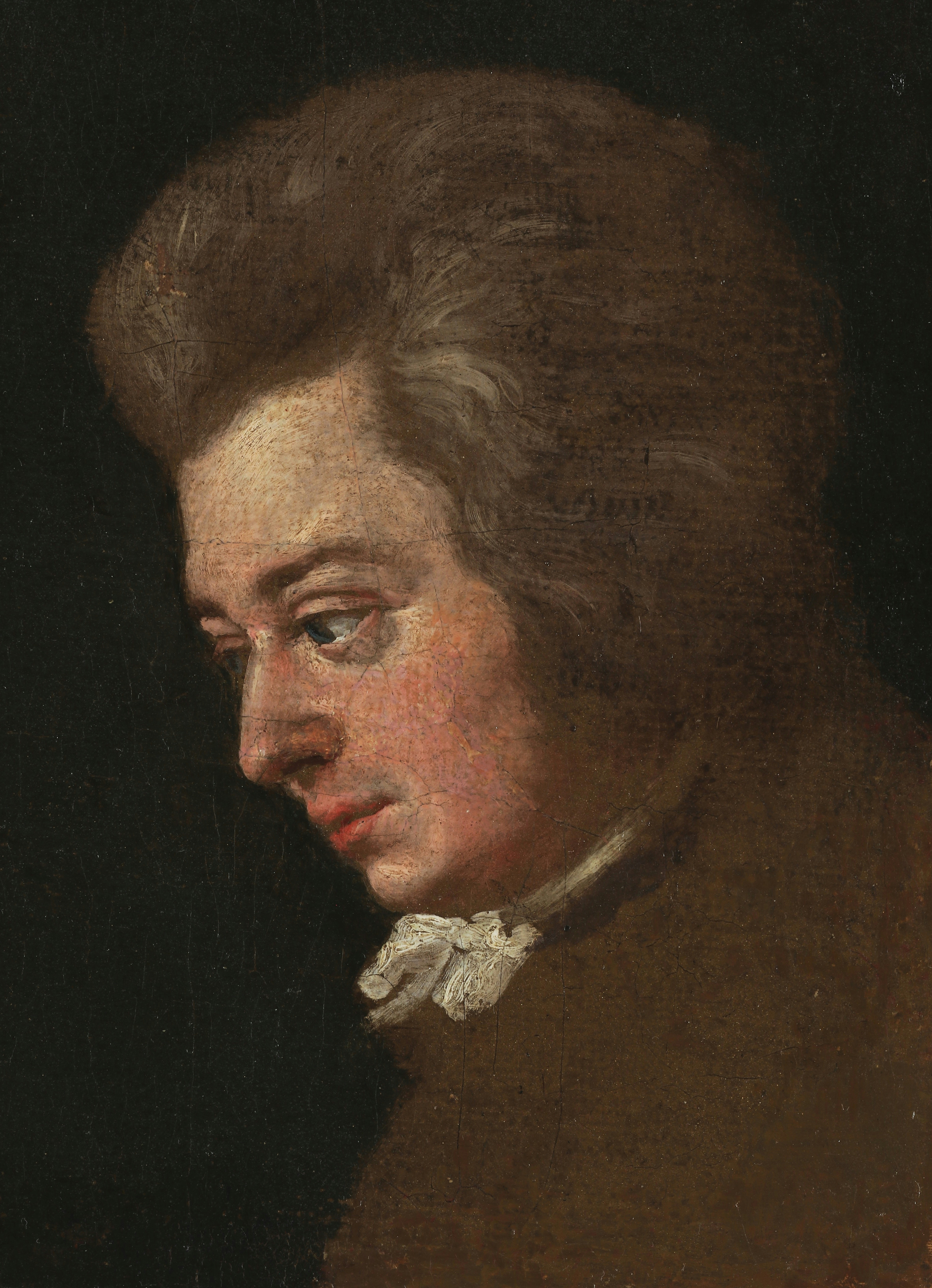
Wolfgang Amadeus Mozart ritratto nel 1783 dal cognato Joseph Lange.

La sinfonia n. 34 in Do maggiore K 338 venne composta da Wolfgang Amadeus Mozart nel 1780 ed è l'ultima delle sinfonie realizzate a Salisburgo prima del trasferimento del compositore a Vienna.

## Storia

### Contesto
La carriera di Mozart come sinfonista era iniziata a Londra durante la grande tournée europea della famiglia Mozart fra il giugno 1763 e il novembre 1766. Il padre, Leopold Mozart, aveva pianificato il viaggio per esibire il talento dei propri figli, Wolfgang e Maria Anna, presso le principali corti europee. In questo periodo Wolfgang venne a contatto con le principali tradizioni musicali europee (tedesca, britannica, francese e italiana) e realizzò le sue prime sinfonie, che si ponevano nel solco delle composizioni in tre movimenti all'italiana in stile galante di Carl Friedrich Abel e di Johann Christian Bach. Inoltre, ascoltò anche le sinfonie di altri compositori come Thomas Arne, William Boyce e Giuseppe Sammartini. In seguito, Leopold e i suoi figli trascorsero diversi mesi nel 1768 a Vienna durante i quali Wolfgang adattò il proprio stile ai gusti del pubblico viennese, adottando fra le varie cose la struttura della sinfonia in quattro movimenti.
Wolfgang e suo padre Leopold fecero tre viaggi in Italia fra il dicembre 1769 e il maggio 1773. In questo periodo Wolfgang alternò i suoi viaggi con soggiorni a Salisburgo, durante i quali compose l'opera Mitridate, re di Ponto, oltre a diverse sinfonie influenzate dal gusto italiano. Nel 1772 e nel 1773 Mozart compose ogni anno sette nuove sinfonie (dalla numero 15 alla numero 27), riducendo poi la sua attività in questo campo e nei due anni successivi componendo solo tre nuove sinfonie (numeri 28, 29 e 30). Nel 1778 compì un lungo viaggio a Mannheim e Parigi, durante il quale sua madre Anna Maria Pertl morì e la sua unica produzione rilevante fu la sinfonia n. 31 Parigi. Nel gennaio 1779 tornò a Salisburgo, dove compose altre due sinfonie (numeri 32 e 33).

### Composizione
La sinfonia n. 34 venne completata il 29 agosto 1780 a Salisburgo e, successivamente, fu rimaneggiata dal compositore stesso nel 1786. La partitura autografa si conserva attualmente divisa in due metà: la prima (ff.1-18) è nella Biblioteca nazionale di Francia, a Parigi, mentre la seconda (ff.19-28) si trova nella Biblioteca Jagellonica di Cracovia.

### Prima esecuzione e pubblicazione
La data e il luogo della prima esecuzione non sono noti e non si conosce neanche lo scopo originario della composizione. Il carattere vivace dell'opera, comunque, indica che probabilmente doveva trattarsi di qualche occasione festiva. La prima edizione a stampa fu realizzata nel 1797 dall'editore Johann André a Offenbach, che ne pubblicò le parti. La partitura completa fu pubblicata nel 1880 da Breitkopf & Härtel a Lipsia, che la pubblicò con il nome Wolfgang Amadeus Mozarts Werke, Serie VIII, No. 34.

## Strumentazione
La partitura è scritta per un'orchestra composta da:
- Archi: violino 1° e 2°, viola 1° e 2°, violoncello e contrabbasso.
- Fiati: due oboi e due fagotti.
- Ottoni: due corni in Do e due trombe in Do.
- Percussioni: timpani in Do e in Sol.

## Struttura e analisi
Nonostante la maggior parte delle sinfonie prevedano quattro movimenti, la sinfonia n. 34 ne prevede solo tre, cosa che era ancora comune nel periodo del primo Classicismo.
1. Allegro vivace, in Do maggiore, tempo 4/4.
2. Andante di molto, in Fa maggiore, tempo 2/4.
3. Allegro vivace, in Do maggiore, tempo 6/8.

### Allegro vivace
Il primo movimento, scritto in forma-sonata, viene introdotto da una fanfara a tempo di marcia tipica delle sinfonie festive, come era d'uso in Austria nelle scritture sinfoniche in Do maggiore. Si tratta della prima delle sinfonie di Mozart a presentare questa caratteristica, che verrà poi ripresa nelle due sinfonie successive nella stessa tonalità, la sinfonia n. 36 e la n. 41. Alla fanfara segue un secondo tema pervaso da lirismo. L'esposizione contiene un crescendo tipico delle ouverture, crescendo che poi non è incluso nella ripresa. Lo sviluppo si concentra su materiale completamente nuovo. La ripresa è abbreviata e interrotta da un rapido sviluppo del tema. La fine del movimento contiene tutto il primo tema, creando così l'impressione di una "ripresa all'inverso", tipica delle ouverture italiane. Di seguito, l'incipit del movimento:

### Andante di molto
Il secondo movimento è scritto in Fa maggiore e prevede l'uso di soli archi (che suonano "sottovoce", con due parti distinte per le viole), con l'eccezione della presenza di un fagotto che raddoppia le voci del violoncello e del contrabbasso. La parte del fagotto venne aggiunta da Mozart nel 1786. La ricerca di simmetria, da parte del compositore, è evidente nel contrasto fra le forme melodiche del primo tema, un'idea ascendente con piccole pause, e del secondo, una melodia continua e generalmente discendente. Un breve passaggio di sviluppo, che in realtà è una transizione, collega l'esposizione con la ripresa. Di seguito, l'incipit del movimento:

### Allegro vivace
Mozart aveva già aggiunto un minuetto alla sua sinfonia n. 33 in occasione di un concerto all'Auergarten di Vienna nel 1782. Il musicologo Alfred Einstein ritenne possibile che Mozart potesse aver fatto la stessa cosa con la sinfonia n. 44 e teorizzò, nella terza edizione del catalogo Köchel, che il minuetto in do maggiore K. 409, composto a Vienna nel 1782, potesse essere inserito fra il secondo e l'ultimo movimento di questa sinfonia.
Einstein fa notare che, nella partitura autografa della sinfonia, sono presenti le battute iniziali di un minuetto in do maggiore, successivamente cancellate. Tuttavia, questo minuetto avrebbe dovuto essere il secondo movimento e non mostra alcuna somiglianza con il minuetto K. 409. Inoltre, il minuetto K. 409 richiede l'utilizzo di due flauti, strumenti assenti in tutto il resto della sinfonia. Einstein suggerisce, senza prove concrete, che Mozart avesse potuto aggiungere i flauti anche nei restanti movimenti, ma né flauti né un minuetto sono presenti in una copia della sinfonia che Mozart inviò al principe Fürstenberg nell'estate 1786.
Il terzo e ultimo movimento, Allegro vivace, riprende la tonalità iniziale. L'indicazione del tempo è 6/8, il movimento misura 304 battute e adotta ancora una volta la forma sonata. Il finale è intriso del linguaggio dell'opera buffa italiana nel contesto di un discorso sinfonico e ha un ritmo rapido che richiama quello di una tarantella. Come nel movimento di apertura, il materiale tematico principale non è melodico, ma piuttosto si sviluppa come una serie di idee, nella tonica e nella dominante. Di seguito, l'incipit del movimento: